# Ensayo de materiales

Ensayo por líquidos penetrantes:
1. Corte de un material que presenta una grieta.
2. La superficie del material se cubre con penetrante.
3. Se elimina el exceso de penetrante.
4. Se aplica el revelador, volviéndose visible el defecto.

Se denomina ensayo de materiales a toda prueba cuyo fin es determinar las propiedades mecánicas de un material.
Todas las casas, todos los automóviles, como cualquier estructura o maquinaria están constituidos por diferentes materiales, elegidos por sus propiedades para poder ser utilizados en una determinada aplicación. El diseño de la forma y de las secciones se debe realizar con criterios económicos, es decir, se debe emplear la menor cantidad posible de material, pero también se debe cumplir una serie de especificaciones de seguridad para evitar que se produzcan fallos mecánicos.
Es de suma importancia por tanto el conocimiento de las propiedades de los materiales para realizar un diseño adecuado. Para la determinación de las propiedades existen una serie de ensayos normalizados. Particularmente en España, el organismo normalizado es Aenor, y las normas que dictan llevan el nombre de Una Norma Española (UNE).

## Tipos de ensayos
Los materiales suelen someterse a una variedad de ensayos para conocer sus propiedades. De esta manera se intenta simular las condiciones a las que van a estar expuestas cuando entren en servicio.
- Ensayo de cizallamiento
- Ensayo de torsión
- Ensayo de resiliencia
- Ensayo de fluencia en caliente (creep)
- Ensayo de plegado libre

Otros ensayos para aplicaciones específicas son:
- Ensayo de plegado
- Ensayo de embutición
- Ensayo de abocardado
- Prueba hidrostática (con presiones mayores a las de servicio)
- Flexión alternativa de alambres

### Según la rigurosidad del ensayo

#### Ensayos científicos
Se obtienen resultados referentes a los valores numéricos de ciertas magnitudes físicas. Permiten obtener valores precisos y reproducibles de las propiedades ensayadas, pues las condiciones a las que se somete el material se encuentran normalizadas. Un ejemplo de este ensayo es el ensayo de tracción, del que se obtiene la resistencia a la tracción, y se expresa en kp/mm²

#### Ensayos tecnológicos
Conoceremos rápidamente la composición, tratamiento o tipo de conformación de algún material de forma aproximada. Nos informaran para saber si un material va a ser capaz de soportar las condición de esfuerzos y cargas que sufrirá en las condiciones normales de trabajos (no valores cuantitativos) reproducir fielmente las condiciones de trabajo.
Se utilizan para comprobar si las propiedades de un material o pieza son adecuadas para cierta utilidad o si dichas propiedades son las que se presuponen. Un ejemplo de este ensayo son las pruebas de caída, los de maleabilidad para un material de forja o las de flexión alternativa en alambres, en la que se cuenta el número de veces que una pieza de alambre se puede doblar alternativamente sin que se rompa.

### Según la naturaleza del ensayo

#### Ensayos químicos
Permiten conocer la composición cualitativa y cuantitativa del material, la naturaleza del enlace químico y la estabilidad del material en presencia de líquidos o gases corrosivos.

#### Ensayos físicos
Se cuantifican la densidad, el punto de ebullición, el punto de fusión, la conductividad eléctrica, etc.

#### Ensayos mecánicos
Se determina la resistencia del material mediante su sometimiento a distintos esfuerzos. Varios ejemplos de estos ensayos son los ensayos de tracción, dureza, choque, fatiga o ensayos tecnológicos.

#### Ensayos metalográficos
Consisten en analizar la estructura interna del material mediante un microscopio.

### Según la utilidad de la pieza después de ser sometida al ensayo
Los ensayos de materiales pueden ser de dos tipos, ensayos destructivos y ensayos no destructivos. Estos últimos permiten realizar la inspección sin perjudicar el posterior empleo del producto, por lo que permiten inspeccionar la totalidad de la producción si fuera necesario.

#### Ensayos no destructivos
Se analizan las grietas y defectos internos de una pieza, sin tener en cuenta las propiedades del material y sin dañar su estructura. Varios ejemplos de estos ensayos son los análisis de rayos X y los análisis por ultrasonidos. Estrictamente estos métodos no pertenecen a ensayos de materiales, ya que únicamente se analizan los defectos en una pieza concreta.
Entre los ensayos no destructivos se encuentran los siguientes:
- Ensayo de durezas (en algunos casos no se considera como ensayo no destructivo, especialmente cuando puede comprometer la resistencia de la pieza a cargas estáticas o a fatiga)
- Inspección visual, microscopía y análisis de acabado superficial
- Ensayos por líquidos penetrantes
- Inspección por partículas magnéticas
- Ensayos radiológicos
- Ensayos por corrientes inducidas
- Ensayos de fugas: detección acústica, detectores específicos de gases, cromatógrafos, detección de flujo, espectrometría de masas, manómetros, ensayos de burbujas, etc.

#### Ensayos destructivos
Se produce la rotura o daño sustancial en la estructura del material. Varios ejemplos de estos ensayos son los ensayos mecánicos de tracción o dureza, los ensayos físicos, como la determinación de los puntos de fusión y ebullición, el ensayo químico frente a corrosión, el ensayo de tensión, flexión, compresión, etc.

### Según la velocidad de aplicación de las fuerzas

#### Ensayos estáticos
La velocidad de aplicación de las fuerzas al material no influyen en el resultado del ensayo. En el ensayo de tracción, por ejemplo, la velocidad de aplicación de la fuerza se mantiene por debajo de cierto límite para que el ensayo sea estático.

#### Ensayos dinámicos
La velocidad de aplicación de las fuerzas juega un papel decisivo. Un ejemplo de este ensayo es el ensayo de flexión por choque.

## Ensayo de tracción

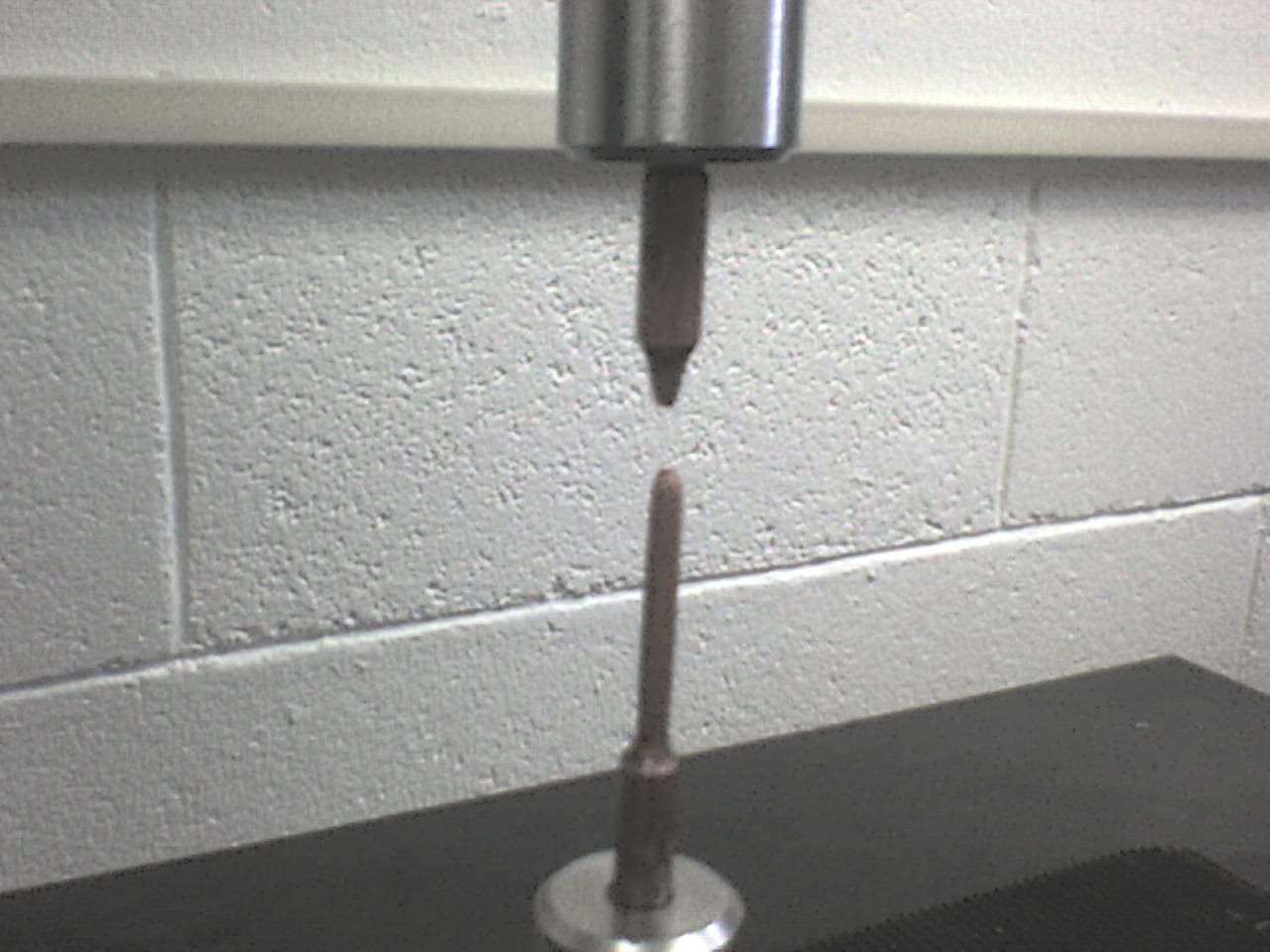
Probeta de cobre fracturada después de un ensayo de tracción

El ensayo de tracción está considerado como uno de los más importantes para la determinación de las propiedades mecánicas de cualquier material. Los datos obtenidos se pueden utilizar para comparar materiales entre sí y para saber si una pieza de cierto material podrá soportar determinadas condiciones de carga. En el campo del estudio de la resistencia de materiales, se denomina carga a la fuerza aplicada a los materiales. Estas fuerzas se denominan fuerzas normales (son perpendiculares a la superficie) de tracción y compresión.
El ensayo de tracción consiste en someter una pieza cilíndrica o prismática (probeta) de dimensiones normalizadas a una fuerza normal de tracción que crece con el tiempo de una forma lenta y continua, para que no influya en el ensayo, el cual, por lo general, finaliza con la rotura de la probeta.
Durante el ensayo se mide el alargamiento que experimenta la probeta (ΔL) al estar sometida a la fuerza de tracción (F). De esta forma se puede obtener un diagrama fuerza-alargamiento, aunque para que el resultado dependa lo menos posible de las dimensiones de la probeta y que resulten comparables los ensayos realizados con probetas de diferentes tamaños, se utiliza el diagrama tensión-deformación:
- Tensión (σ): Fuerza aplicada a la probeta por unidad de sección. Si la sección inicial es S0, la tensión viene dada por:

donde σ se mide en pascales en el SI.
- - Carácter vectorial de la tensión: La tensión es una magnitud vectorial de la misma dirección y sentido que la fuerza aplicada a la superficie del material, aunque en el ensayo de tracción solamente interesa su módulo. La tensión se puede descomponer en un vector perpendicular a la superficie, tensión normal, y otro vector que es la proyección sobre la superficie, denominada tensión tangencial o cortante.

- Deformación o alargamiento unitario en un instante del ensayo (∈): Cociente entre el alargamiento (ΔL) experimentado y su longitud inicial (L0):

La deformación es una magnitud que puede expresarse en tanto por ciento:

### Diagrama tensión-deformación

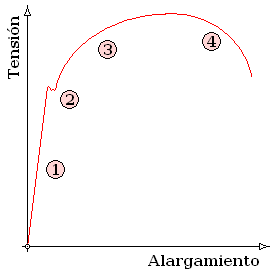
Diagrama tensión-deformación típico de un metal, obtenido en un ensayo de tracción

En el diagrama tensión-deformación se pueden apreciar dos zonas:
- Zona elástica (O-2): La deformación experimentada por la probeta no es permanente. Si en cualquier punto entre O y 2 se detiene el ensayo, la probeta recuperará su longitud inicial.
- Zona plástica (2-4): Los alargamientos son permanentes. Si el ensayo se detiene en el punto 3, la probeta recupera la deformación elástica ({\displaystyle \varepsilon _{e}}) persistiendo al final de una deformación remanente o plástica ({\displaystyle \varepsilon _{p}}).

Dentro de la zona elástica se distinguen:
- Zona proporcional: Existe una relación de proporcionalidad entre la tensión y la deformación experimentada por la probeta.

siendo E el módulo de Young o módulo de elasticidad longitudinal, medido en N/m².
- Zona no proporcional: Las deformaciones no son permanentes. Si se detiene el ensayo y se deja de aplicar una fuerza a la probeta, recupera su longitud inicial. No existe una relación de proporcionalidad entre la tensión y la deformación.

Dentro de la zona plástica se distinguen:
- Zona de deformación plástica uniforme: La curva se hace más tendida, no es necesario un incremento de carga elevado para conseguir grandes alargamientos. La fuerza máxima dividida entre la sección inicial de la probeta determina la resistencia a la tracción ({\displaystyle \sigma _{R}}), punto en el que finaliza la zona plástica de deformación uniforme.
- Zona de estricción o  de deformación plástica localizada: La deformación se localiza en una determinada zona de la probeta, la tensión disminuye y la probeta termina por romper dicha zona.

Si se reinicia el ensayo, la curva de tracción coincidirá con la curva de descarga, y la zona elástica se hace mayor. Con esto se consigue un endurecimiento por deformación.

## Ensayos de resistencia al impacto
En estos ensayos las cargas actúan instantáneamente para medir la resistencia al choque o la tenacidad de los materiales.

### Ensayo de tracción por choque
Una forma de medir la tenacidad de los materiales consiste en realizar un ensayo de tracción simple en el que la velocidad de aplicación de la fuerza sea alta. El área comprendida entre la curva de esfuerzos y el eje de abscisas representa el trabajo necesario para romper el material. El trabajo dividido por el volumen de la probeta utilizada proporciona una medida de su tenacidad al impacto.
Este tipo de ensayos es poco frecuente, ya que la preparación de las probetas resulta más cara.

### Ensayo de flexión por choque

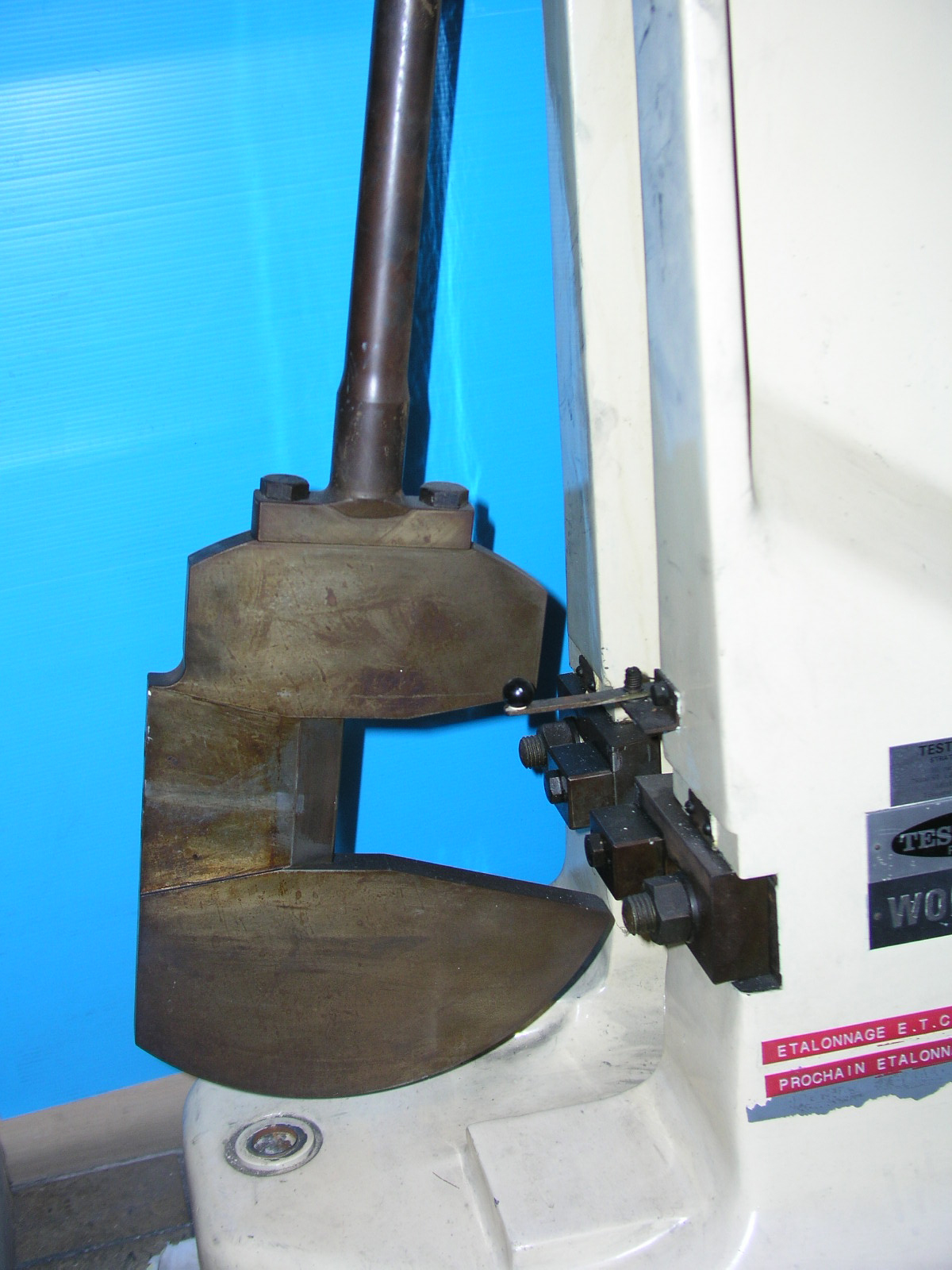
Péndulo de Charpy

El más utilizado es el ensayo de resiliencia, también conocido como ensayo Charpy. En este ensayo se dispone de una probeta de sección cuadrada de 10 x 10 mm y 55 mm de longitud, en cuya parte central se ha realizado previamente una entalla de 2 mm de profundidad en forma de U o V, con un fondo cilíndrico de 0,25 mm de radio.
El ensayo consiste en golpear la probeta por el lado opuesto a la entalla con un péndulo que se deja caer desde cierta altura.
La resiliencia se calcula dividiendo la energía consumida por el material en la rotura entre la sección de la probeta por su parte entallada ({\displaystyle S_{0}}). Si la entalla tiene forma de U, se usará KCU, y si tiene forma de V se usará KCV.
La resiliencia se mide en J/m²
Los péndulos de Charpy están normalizados. En la posición inicial poseen una energía de 300 J, y en el momento del impacto de la probeta se mueven a una velocidad aproximada de 5 m/s.
Si la probeta no llega a romperse, el valor de la resiliencia no quedará definido. Si sucede esto, debe de indicarse en los resultados obtenidos.

## Ensayos no destructivos (control de defectos)
Los ensayos de control de defectos es el sometimiento de un producto manufacturado a una serie de pruebas y ensayos que garantizan la inexistencia de defectos. Pretende detectar las imperfecciones existentes en las piezas. Aparte de realizar estas pruebas, el control ha de perpetuarse mientras estén en funcionamiento, para que éste sea seguro.
Actualmente los métodos más utilizados son:
- Ensayos estanqueidad: Se utilizan gas penetrantes para localizar pérdida
- Ensayos macroscópicos: Se utilizan líquidos penetrantes para localizar grietas, poros, etc.
- Ensayos ópticos: Se suministra información acerca de grietas, poros, etc., mediante el microscopio.
- Ensayos magnéticos: Se utilizan para detectar defectos de continuidad y el estado superficial.
- Ensayos eléctricos: Se utilizan para detectar defectos en las vías de ferrocarril. Están basados en la variación de la resistencia eléctrica.
- Ensayos con ultrasonidos de 105 a 107 kHz de frecuencia: Detectan defectos de continuidad en los materiales y la profundidad a la que se encuentran.
- Ensayos con rayos x y ɣ: Se obtienen radiografías y gammagrafías de las piezas ensayadas, que ponen de manifiesto las irregularidades. Las rayos x se utilizan para espesores de hasta 10 cm, y los rayos ɣ para espesores de hasta 25 cm.